# Annayya (película del 2000)
Annayya (traducida como "Hermano Mayor") es una película en telugu de 2000 dirigida por Muthyala Subbaiah, quien también coescribió la película junto a Bhupati Raja y Satyanand. La película cuenta con las actuaciones principales de Chiranjeevi, Soundarya, Venkat, Ravi Teja, Chandni, Sishwa, Priya y Kota Srinivasa Rao. La música de la película fue compuesta por Mani Sharma, mientras que la fotografía estuvo a cargo de Chota K. Naidu. "Annayya" se estrenó el 7 de enero de 2000.
La película recibió tres premios Nandi estatales. Posteriormente, se realizó un remake en bengalí titulado "Devdoot" (2005). Más tarde, también se lanzó en tamil con el título "Moothavan".

## Elenco
- Chiranjeevi como Rajaram (Aathmaram en alucinación)
- Soundarya como Gajjala Kanaka Maha Lakshmi Devi
- Venkat como Gopi, hermano menor de Rajaram
- Ravi Teja como Ravi, hermano menor de Rajaram
- Chandni como Latha, hermana menor de Devi
- Sishwa como Geeta, hermana menor de Devi
- Priya as Priya, amiga de Devi
- Kota Srinivasa Rao como Babai, tío de Rajaram
- Sarath Babu como Rangarao
- Bhupinder Singh como Chinna Rao, hermano de Rangarao
- Uttej como Raju, asistente de Rajaram
- M. S. Narayana como oficial de policía
- Hema como madre de Devi
- Surya como padre de Devi
- Raja Ravindra como Ravi y amigo de Gopi
- Gangadhar Panday como secretario personal
- Simran en una aparición rápida (una canción)

## Banda sonora
Las canciones fueron compuestas por Mani Sharma, mientras que las letras fueron escritas por Veturi, Bhuvanachandra, Jonnavittula y Vennelakanti. La canción "Hima Seemallo", interpretada por Hariharan y Harini, obtuvo el premio Nandi al Mejor Cantante Masculino de Reproducción para Hariharan.

### Lista de canciones en telugu
Annayya (versión telugu)
| Título de la canción  | Cantantes                                                        | Letrista       |
| --------------------- | ---------------------------------------------------------------- | -------------- |
| "Sayyare Sayya"       | SP Balasubrahmanyam, Sukhwinder Singh (Estribillo sin acreditar) | Vennelakanti   |
| "Hima Seemallo"       | Hariharan, Harini                                                | veturi         |
| "Gusagusale"          | Udit Narayan, Sujatha Mohan                                      | veturi         |
| "Vana Vallappa"       | Hariharan, Sujatha Mohan                                         | veturi         |
| "Baava Chandamaamalu" | SP Balasubrahmanyam, Chitra, SPB Charan, Teja                    | jonnavittula   |
| "Aata Kaavala"        | Sukhwinder Singh, Radhika Shasi, Devi Sri Prasad                 | Bhuvanachandra |

## Taquillas
La película logró una recaudación para los distribuidores de 11 millones de rupias. Además, alcanzó la marca de 50 días en 92 cines y de 100 días en 60 cines.

## Premios
Premios Nandi 2000
- Mejor cantante masculino de reproducción : Hariharan por "Hima Seemallo" - ganó[5]
- Mejor coreógrafo : Raghava Lawrence por "Aata Kaavala" - ganó[5]
- Mejor maestro de lucha - Kanal Kannan - ganó[5]